# Vrgorsko gorje
Vrgorsko gorje je brdsko planinsko područje u zaleđu planine Biokovo u Dalmaciji, dio Dinarida u čijem se okrilju nalazi grad Vrgorac.

## Zemljopis
U Dalmaciji se Dinarsko gorje račva i pruža u nekoliko usporednih redova. Najviši je niz onaj koji čini prirodnu granicu prema Bosni, a sastoji se od Ilice, Dinare, Troglava i Kamešnice. Primorski niz čine Kozjak, Mosor, Omiška Dinara, Biokovo i Rilić. Kroz Dalmatinsku zagoru se pruža niz u kojemu je i Vrgorsko gorje, a čine ga još Promina, Moseć i Svilaja.
Vrgorsko gorje je zabiokovskom zavalom odijeljeno od zapadnijih hrbata Biokova i Rilića, a ta zavala je osobito dobro izražena na potezu od Župe Biokovske do Vrgorskog polja. Na sjeverozapadu je ovaj prostor spojen s predjelima imotskog Zabiokovlja, a kao prirodna granica nameće se veća udolina na području naselja Slivnog i Krstatice, te prostrano Imotsko polje. Istočno se masiv manjim dijelom u području Kruševice pruža preko državne granice u Bosnu i Hercegovinu, do riječnog sustava Tihaljina – Trebižat, a u južnijem području do polja Rastok. Na samom jugu, granica ovog prostora su uvala Bunina i Vrgorsko polje, odnosno podnožje Matokita i najjužnijih uzvišenja Gradina i Radović.

## Geomorfologija
Prema geomorfološkoj regionalizaciji, vrgorsko područje pripada megamakrogeomorfološkoj regiji Dinarskog gorskog sustava, odnosno makrogeomorfološkoj regiji Središnje Dalmacije s arhipelagom.

## Reljef
U masivu Vrgorskog gorja svojom veličinom i visinom se ističu manji gorski hrptovi:
- Matokit s 1 062 m nadmorske visine,
- Mihovil 1 247 m i
- Veliki Šibenik 1 314 m.

Gorski hrptovi, zavala i manje udoline u gorju imaju dinarski pravac pružanja SZ-JI.
Zona strmaca na zapadu omeđuje ovaj planinski prostor od Satulije (1 170 m) do južnih padina Mihovila. Prostor strmaca i strmih padina ne nastavlja se u zaleđu vrhova Satulija i M. Šibenik, već je ovdje zona prostrane visoravni na prostoru iznad 1 110 mnv. Gorski hrbat Mihovila je morfološki izdvojen od ostatka planinskog masiva na visini od 950 m i od njega ga dijeli područje Zamihovlja koje je omeđeno sa sjeverne i južne strane padinama obaju planinskih prostora.
Prostor Zamihovlja bio je područje pokretne stočarske djelatnosti o čemu svjedoče stočarski stanovi (Antunovića staje) smješteni u blizini lokve. Elementi stočarske djelatnosti mogu se naći i na prostoru Zamagorja. Prema sjeveroistoku, prostor Zamagorja nastavlja se padinama koje završavaju uzvišenjima V. Glavica (1 034 m), Kalivret (1 052 m) i Maleški brig (1 000 m). Podno ovih uzvišenja, između 900 i 950 m/nv nagib je ublažen, te se razvila zona manjih ponikava Ančića Dolac.
Sjeverno od Mihovila i Zamihovlja najviša je zona Vrgorskog gorja. Radi se o gorskom hrbatu Šibenika s najvišim vrhom Veliki Šibenik. Ovaj vrh se nalazi istočno od linije Satulija – M. Šibenik – Mihovil, a za razliku od Mihovila nije tako vizualno istaknut.
Visoki prostor nastavlja se od V. Šibenika prema istoku nizom nešto nižih grebena s osnovnim smjerom pružanja prema istoku. Između uzvišenja Ober (1 098 m) i Medviđa ploča (1 076 m) nalazi se sedlo Milina zasida. Preko ovog prijevoja vodi jedina prometnica koja izravno spaja sjeverna izolirana sela Mijaca i Poljica Kozička s Vrgorcem.
Gorski hrbat Matokita s najvišom točkom Sv. Rok (1 062 m) dominira južnim dijelom Vrgorskog gorja. S obzirom na to da je u njezinom jugoistočnom kraku smješten grad Vrgorac, riječ je o o jednom od vizualno najprepoznatljivijih i najreprezentativnijih krajolika na cijelom području. U morfološkom smislu, istočni dio hrbata područje je relativno strmih i jednoličnih padina, dok su na zapadu padine blaže, što je rezultiralo pojedinim morfološki složenijim zonama poput sustava ponikava u zoni Razdolje.

## Tlo i vegetacija
Od šumskih sastojina prevladava šumska zajednica hrasta medunca i crnog graba (Seslerio - Ostrryetum). Za Vrgorsko gorje je karakterističan degradirani šumski pokrov, pa je najveći dio površina pod makijom, garigom, šikarama i kamenjarom. Takvo siromaštvo vegetacijom je uzrokovano ne samo klimatskim uvjetima (bura i insolacija) i građom tla (bezvodni vapnenac), nego osobito dugotrajnim agrarnim iskorištavanjem i pustošenjem koje je izazvala stoljetna pretjerana ispaša koza. Tijekom stoljeća šumske su se sastojine krčile radi dobivanja pašnjačkih površina.
Suprotno tome, u novije doba, zbog napuštanja stočarstva kao jedne od glavnih gospodarskih grana, ali i kontinuirane emigracije stanovništva tijekom 20. stoljeća primjećuje se postupna regeneracija vegetacije.

## Hidrologija
Unatoč obilnim oborinama (2 000 mm) na granici dvaju klimatskih regija, nema površinskih tokova. Svi vodeni talozi zbog vapnenačke građe planine brzo nestaju u škrapama, ponorima i podzemnim šupljinama.

## Podrijetlo imena
Naziv Vrgorsko gorje se prvi puta spominje u putopisu Alberta Fortisa "Viaggio in Dalmazia" (hrv. "Put po Dalmaciji"), tiskanom 1774. u Veneciji, gdje je u poglavlju "Delle voragini di Coccorich; de´ laghi di Rastok, di Jezero, di Desna; e del fiume Trebisat" (hrv. "Ponori u Kokoriću, Rastočka jezera, Jezero, Desne i rijeka Trebižat") zapisano sljedeće: "Le campange dominate dal monte di Vergoraz sono tutte soggete all´acqua...", što u prijevodu s talijanskog znači "Sva polja nad kojima se uzdiže Vrgorsko gorje podložna su vodi..." Monte di Vergoraz bi mogli prevesti i kao Vrgorska planina, ali je u duhu hrvatskog jezika prevodimo kao Vrgorsko gorje, jer za razliku od Fortisa znamo da se sastoji od tri gorska hrbata.
Usprkos činjenici da je u podnožju planine u selu Zavojane 1951. rođen proslavljeni hrvatski Himalajac Stipe Božić, nepostojanje planinarske tradicije u Vrgorskom kraju dovelo je do toga da je nestalo zajedničko ime za ovaj planinski masiv, pa je svako selo na podnožju za svoj dio planine koristilo zasebno ime. Koriste se uglavnom nazivi gorskih hrbata Vrgorskog gorja, dakle Šibenik, Mihovil i Matokit.

## Vrgorac
Sam grad Vrgorac smješten je na svojevrsnom prijevoju nadmorske visine 200 m između Matokita i južnih grebena Gradina (480 m) i Zveč (462 m) koji dijele Vrgorsko polje od polja Rastok. Njegovo značenje dijelom je rezultat središnjeg položaja na raskrižju prirodno-geografskih cjelina krških polja i jugoistočnog kraka Vrgorskog gorja, te u nastavku Gradinom i Zvečom. No, unatoč blizini plodnih krških polja, Vrgorac se primarno razvijao kao trgovište, i to zahvaljujući povoljnom pograničnom položaju koji je imao kroz više od četiri i pol stoljeća.
Najbliži centri su Makarska udaljena 36 km, Metković 28 km, Ploče 28 km, Ljubuški 14 km i Split 100 km. Grad se sastoji od 28 mjesnih odbora, a cijelo područje se tradicionalno naziva Vrgorska krajina. Reljef prostora je većinom brdsko-planinski s malo niskih i zaravnjenih prostora. Status općine Vrgorac ima od 1806., a grada od 1997. godine. Površina grada iznosi 284 km2 na kojima živi 7 593 stanovnika (2001.). Vrgorska krajina ima kontinuitet naseljenosti od prapovijesti, a sam Vrgorac prvi put se spominje u prvoj polovici 15. stoljeća. Najvažniji kulturni spomenici potječu iz srednjeg vijeka (stećci i gomile) i iz vremena osmanlijske vladavine (sedam turskih kula).

## Poveznice
- Hrvatske planine
- Vrgorac

## Vanjske poveznice
- Vrgorsko gorje na SummitPost-u (engl.)
- Filmić o Vrgorskom gorju 00:05:10